# Semen Mohylevyč
Semen Judkovyč Mohylevyč (in ucraino Семен Ю́дкович Могиле́вич?; Kiev, 30 giugno 1946) è un mafioso ucraino con cittadinanza russa, israeliana, greca e ungherese.
Noto anche come "Brainy Don" (per denotare il suo acume per gli affari) e Billion Dollar Don è considerato come il "capo dei capi" della mafia russa nonché uno dei più pericolosi mafiosi a livello internazionale. Tra il 2009 e il 2015 è stato nella lista dei dieci criminali più ricercati dell'agenzia statunitense FBI con le accuse di falsificazione, riciclaggio di denaro e frode multimilionaria. Vive a Mosca, in Russia, e secondo alcune fonti avrebbe legami con l'ex sindaco della città Jurij Michajlovič Lužkov oltre che coi capi del Servizio di sicurezza dell'Ucraina Dmytro Firtaš e Leonid Derkač. Il dissidente russo Aleksandr Val'terovič Litvinenko sostenne, poco prima della sua morte, che Mohylevyč sia vicino al Presidente russo Vladimir Putin.

## Biografia
Nacque nel 1946 in una famiglia ebraica a Podil, distretto di Kiev, e si è laureato in economia presso l'Università di Leopoli nel 1968. Nel corso degli anni '70 entrò a far parte della Solncevskaja bratva mentre durante gli anni '80, nell'ambito dell'esodo degli ebrei ucraini e russi verso Israele, Mohylevyč ne truffò numerosi fingendo di vendere per loro conto mobili, opere d'arte e pietre preziose per poi restituirne il valore in denaro; i guadagni furono impiegati invece nel mercato nero ed in altre attività criminali.
Nel 1990, già milionario, Mohylevyč si trasferì in Israele, insieme a diversi luogotenenti. Qui investì in una vasta gamma di attività legali, pur continuando a operare a livello mondiale nei mercati della prostituzione, nel traffico di droga, nel contrabbando di armi, attraverso una complessa rete di società offshore; tra le altre fondò una compagnia di import-export di petrolio, la Arbat International.
Nel 1991 sposò la sua fidanzata ungherese, Katalin Papp, da cui ebbe tre figli dopo essersi trasferito in Ungheria e aver ottenuto il passaporto ungherese; a questo punto possedeva quattro cittadinanze: russa, ucraina, israeliana e ungherese. Viveva in una villa fortificata fuori Budapest, continuando a investire in una vasta gamma d'imprese, compreso l'acquisto di una fabbrica locale di armamenti, la "Army Co-Op", che produceva armi antiaereo.
Nel 1994 il gruppo di Mohylevyč ottenne il controllo della Inkombank, una delle più grandi banche private russe, per mezzo di un accordo con il presidente della banca Vladimir Vinogradov, acquisendo così un accesso diretto al sistema e al mondo finanziario. La banca crollò nel 1998, sospettata di riciclaggio di denaro sporco.
Nel maggio del 1995 la polizia di Praga irruppe nel ristorante "U Holubů", di proprietà di Mohylevyč, dove si stava celebrando una festa di compleanno di uno dei vice mafiosi, Soltsnevo. Duecento partecipanti furono arrestati (incluse dozzine di prostitute) e trenta furono espulsi dal Paese. La polizia aveva ricevuto una soffiata dalla quale si desumeva l'intenzione dei Solntsevo di uccidere Mohylevyč durante la festa, ma lui non era venuto, si pensa a causa di un avvertimento di un esponente della polizia colluso con la mafia russa Ben presto, il Ministro dell'Interno ceco impose a Mohylevyč un divieto di ingresso decennale, il Governo ungherese lo dichiarò "persona non grata" e gli Inglesi gli impedirono l'ingresso nel Regno Unito, definendolo "uno degli uomini più pericolosi del mondo".
Sia Mohylevyč, sia il suo socio Sergej Michailov, capo dei Solntsevo, smisero di lavorare in Occidente alla fine degli anni novanta, nonostante Mohylevyč avesse ancora il suo passaporto israeliano. Tra il 1997 e il 1998 dei giornalisti canadesi denunciarono la presenza di Mohylevyč, Michailov e altri mafiosi dietro una compagnia pubblica, la YBM Magnex International Incorporated, che aveva sottratto agli investitori più di 150 milioni di dollari. Così il 13 maggio 1998 dozzine di agenti di agenzie governative provenienti da diverse parti del mondo irruppero nella sede della società, in Newtown (Pennsylvania). Le azioni della YBM, fino ad allora valutate per un miliardo di dollari, divennero prive di valore nottetempo.
Fino al 1998 la Inkobank e la Banca Menatep avevano collaborato in un sistema di riciclaggio di denaro per un valore di 10 miliardi di dollari attraverso la banca di New York.
Mohylevyč era anche sospettato di aver partecipato ad una frode su vasta scala, in cui combustibile non tassato veniva venduto per benzina, altamente tassata. Si stima che attraverso questo meccanismo siano passati fino a un terzo dei combustibili venduti, con il risultato una massiccia perdita fiscale per i Paesi dell'Europa centrale: Repubblica Ceca, Ungheria, Slovacchia e Polonia.
Nell'ottobre 2002 l'FBI aggiunse il nome di Mohylevyč alla lista dei criminali più ricercati per la sua partecipazione al sistema di frode nascosto dietro l'YBM: questa si presentava come un'occasione per l'agenzia, dal momento che non era mai riuscita ad attribuirgli accuse di traffico di armi o prostituzione. Si guadagnò il titolo di mafioso russo più potente in vita.
In un'intervista del 2006, Jon Winer, Coordinatore Nazionale nella lotta alla criminalità organizzata durante l'amministrazione Clinton, dichiarò: "Posso dirvi che Semion Mogilevich è un criminale pericoloso e ben organizzato come non ne avevo mai incontrati, e sono sicuro che sia colpevole di omicidi su commissione."
Il criminale fu arrestato soltanto il 24 gennaio 2008 per sospetta evasione fiscale ma fu rimesso in libertà poco più di un anno dopo, il 24 luglio 2009, perché, secondo quanto riferito da un funzionario di polizia, "erano scaduti i termini di custodia cautelare e i reati di cui era accusato non costituivano una minaccia pubblica".
Nonostante i mandati emessi contro di lui, secondo l'FBI la sua residenza principale è ancora Mosca.